# Johan Erik Söderlund
Johan Erik Söderlund (ofta J.E. Söderlund, i vissa källor J. Söderlund), född 23 maj 1826 i Söderala socken i Gävleborgs län, död 3 augusti 1875 i Stockholm, var en svensk hovintendent, arkitekt, tecknare och målare.
Söderlund genomgick Konstakademiens läroverk i Stockholm och reste därefter som dess stipendiat till Italien. Efter återkomsten till Stockholm utnämndes han till slottsintendent 1850 och andre arkitekt i Överintendentämbetet 1866 och han tjänstgjorde som slottsarkitekt för att slutligen bli tillförordnad hovintendent 1873. År 1874 utnämndes Söderlund till agré av Konstakademien.
Bland hans verk i Stockholm kan nämnas Alhambrateatern på Djurgården (1868), Patologisk-anatomiska institutionen vid Karolinska institutet (1866–1869), Norr Mälarstrand 4, de putsade institutionsbyggnaderna visar ungrenässansens kraftfulla former och åren 1885 och 1895 fick institutet tillbyggnader och Bredablick på Djurgården (1876).
Han utförde även restaurationer och tillbyggnader av bland annat Petersenska huset (1873–1875), på- och tillbyggnad mot Munkbrogatan, Arsenalsgatan 2 (1863), med om- och påbyggnader 1884 och 1915. Byggnaden i kvarteret Näckström 19 vid Arsenalsgatan 2 i hörnet av Berzelii park 1 ritades av Johan Erik Söderlund och uppfördes 1863–1864. Sedan 1870 ligger auktionshuset Bukowskis, Bukowski auktioner AB, i de två understa våningarna med adress Berzelii park 1 och sedan 1993 disponerar Slovakiens ambassad i Stockholm, som bildades då Tjeckoslovakien delades, lokaler på den tredje våningen i fastigheten, ambassaden har adress Arsenalsgatan 2.
Vidare var Johan Erik Söderlund tillsammans Fredrik Wilhelm Scholander arkitekt för den inre ombyggnaden för Frimurarorden till Bååtska palatset (1876–1877), den ursprungliga arkitekten till Bååtska palatset från 1660-talet vid Blasieholmsgatan 6 var Nicodemus Tessin den äldre (1669). Stockholms gamla observatorium (1875), tillbyggnad och nytt torn ritades av Söderlund.
Hamiltonska huset, som var byggt i slutet av 1600-talet, byggdes om och till på 1860-talet av greve Jakob Essen Hamilton enligt Johan Erik Söderlunds ritningar, då bland annat tornet och fasaden mot Kungsträdgårdsgatan tillkom. Hamiltonska huset hette ursprungligen Wachtmeisterska huset eller Wachtmeisterska palatset var ett hus i hörnet av Kungsträdgårdsgatan 2C (nuvarande 4) och Arsenalsgatan. På Wachtmeisterska husets före detta tomt vid Kungsträdgårdsgatan 4 uppförde Svenska Handelsbanken 1921 ett nytt bankpalats, det ritades av Erik Josephson.
Bland hans övriga verk märks läroverkshuset i Söderhamn (1861–1864).
Bland kyrkobyggena återfinns Dagstorps kyrka 1861–1862, Lurs kyrka 1862–1868, Veddige kyrka 1866–1868, Ås kyrka 1869–1870, Oskars kyrka 1870, Munkarps kyrka 1883–1884 (bearbetad av C Möller), Kårböle kyrka 1869–1870, Näsums kyrka 1868–1871, Erikstads kyrka 1880–1881 och Tyngsjö kyrka.
Som konstnär består hans huvudsakliga produktion består av akvarellerade arkitektritningar av byggnader och inredningar. Som konstnär avbildade han äldre byggnadsverk och figurmotiv. Söderlund är representerad vid Uppsala universitetsbibliotek, Nationalmuseum  och Norrköpings konstmuseum.

## Verk i urval

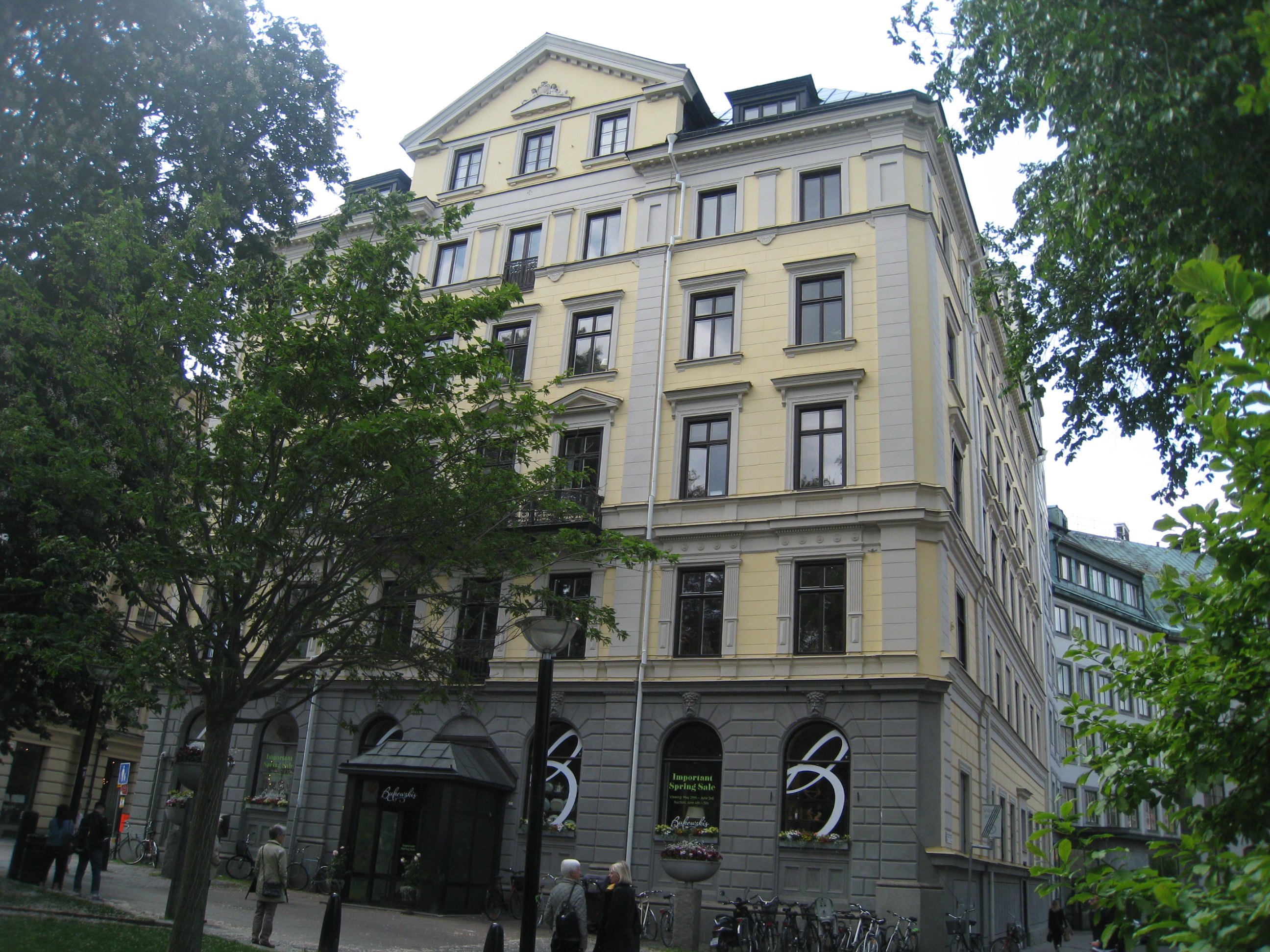
Kvarteret Näckström 19 i hörnet av Berzelii park 1 och Arsenalsgatan 2 i  på Norrmalm i Stockholm uppfördes 1863–1864. Här finns idag Bukowskis och Slovakiens ambassad i Stockholm.
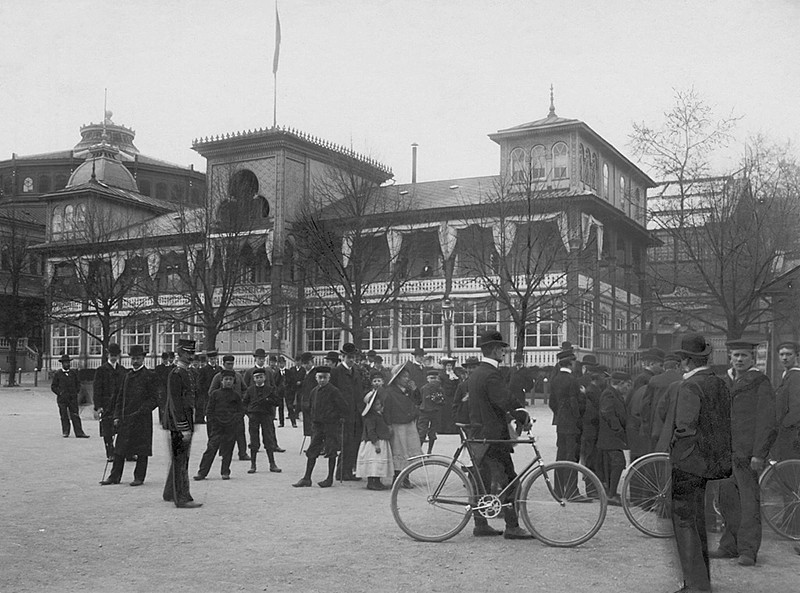
Alhambra restaurang och teater på Djurgården i Stockholm invigdes 1868. Fotografi från omkring sekelskiftet 1900.
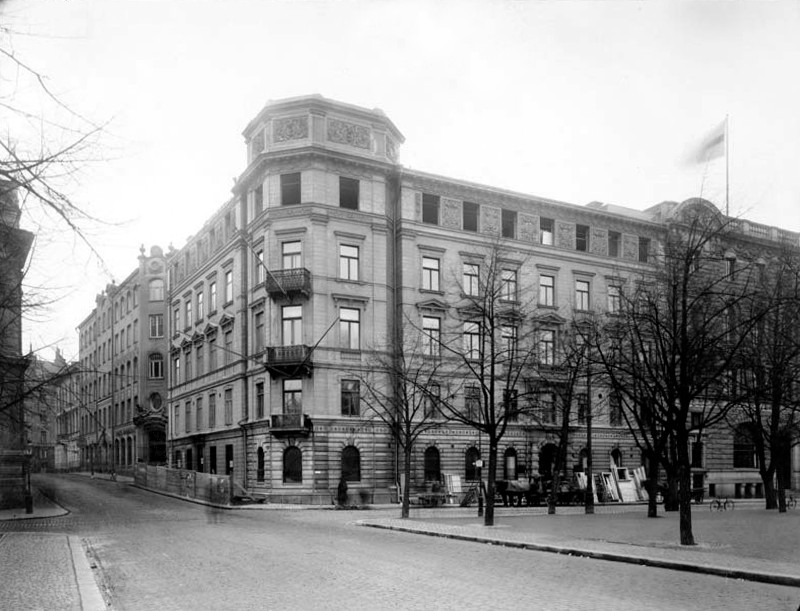
Hamiltonska huset vid hörnet av Arsenalsgatan och Kungsträdgårdsgatan 2 uppfördes på 1860-talet. Foto från år 1917 innan det nya bankpalatset för Svenska handelsbanken uppfördes på tomten 1921.
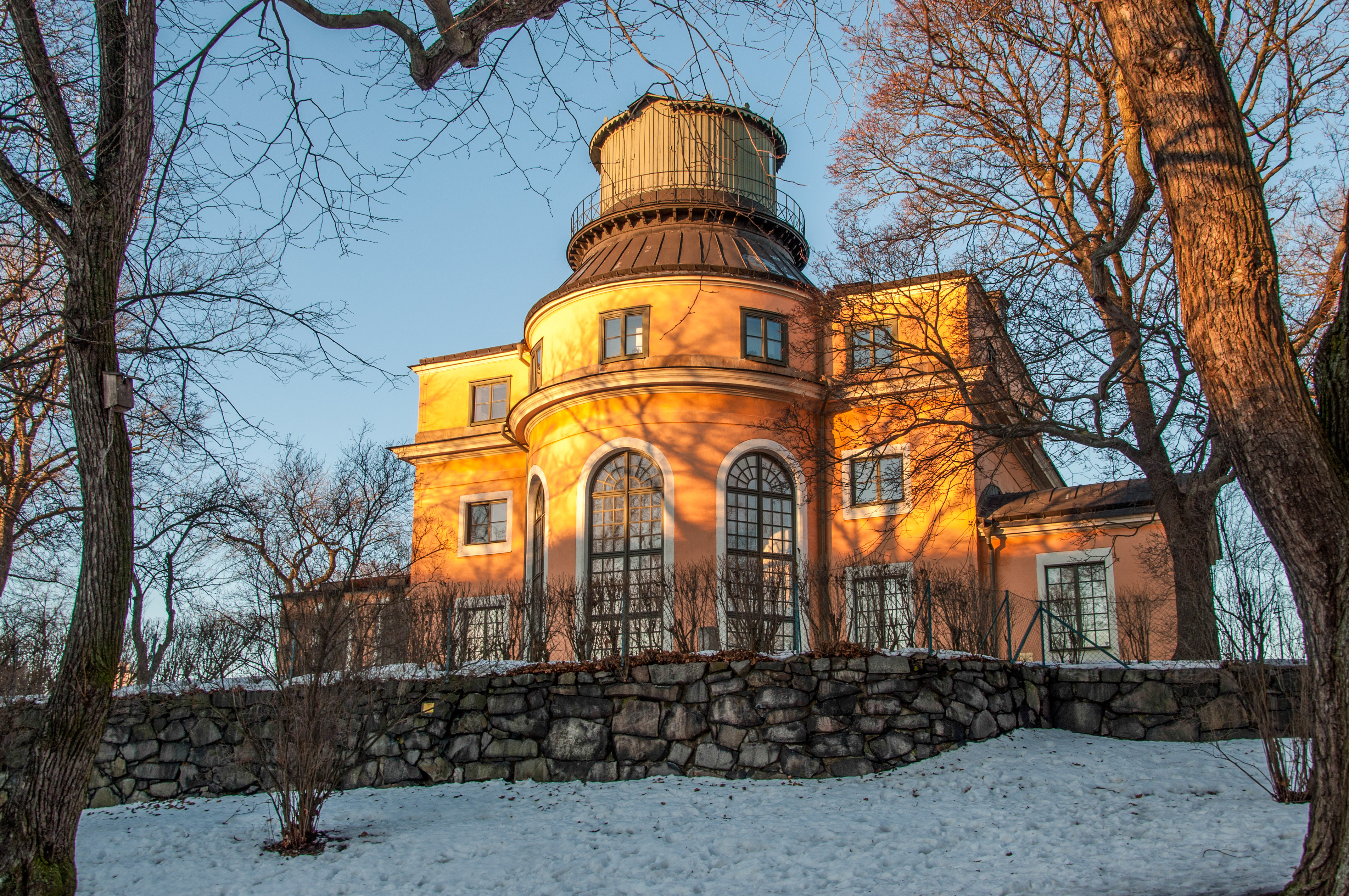
Stockholms gamla observatorium, tillbyggnad och nytt torn med kupol uppfördes 1875.
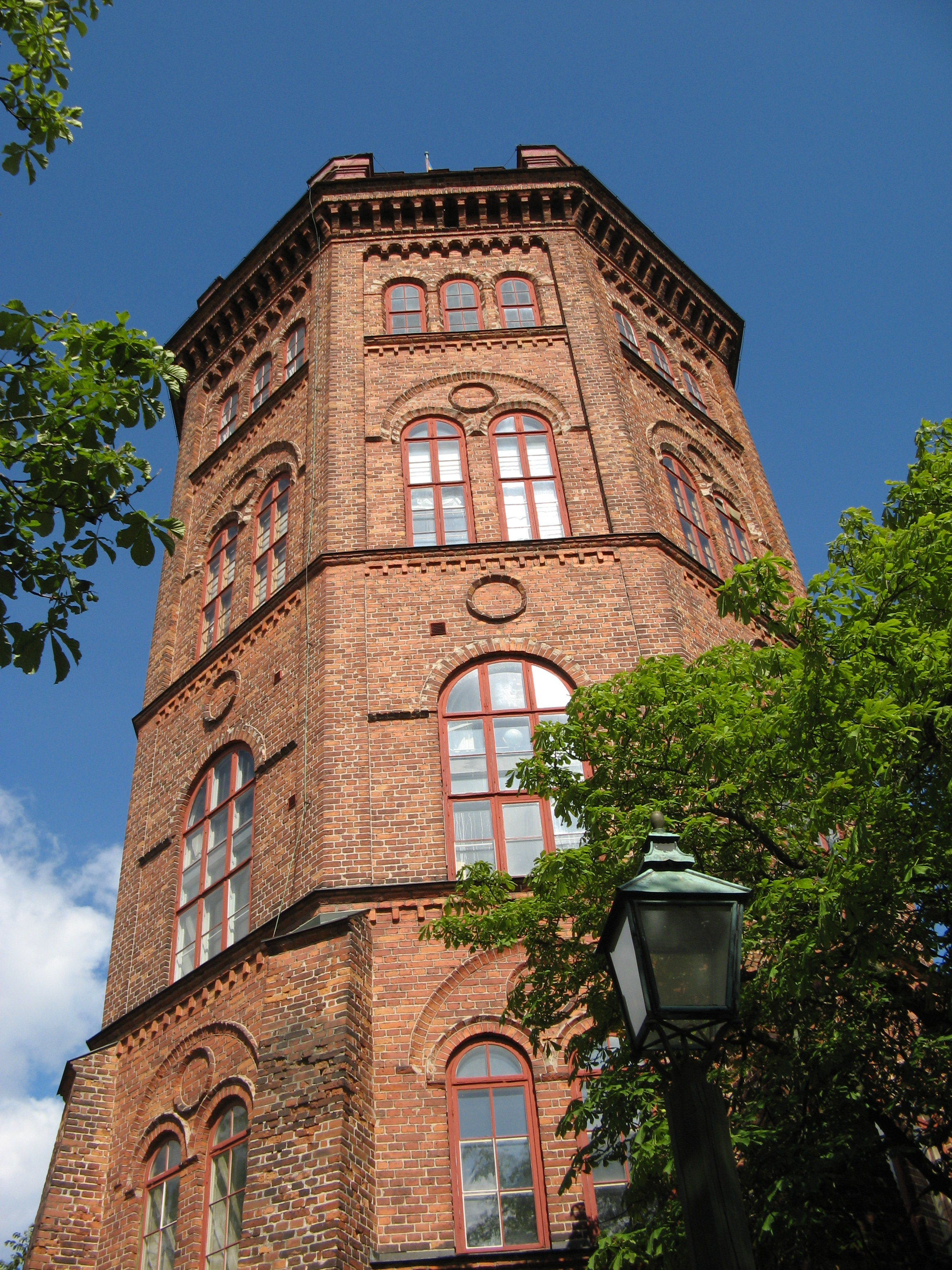
Utsiktstornet Bredablick på Skansen på Djurgården stod färdigt 1876.
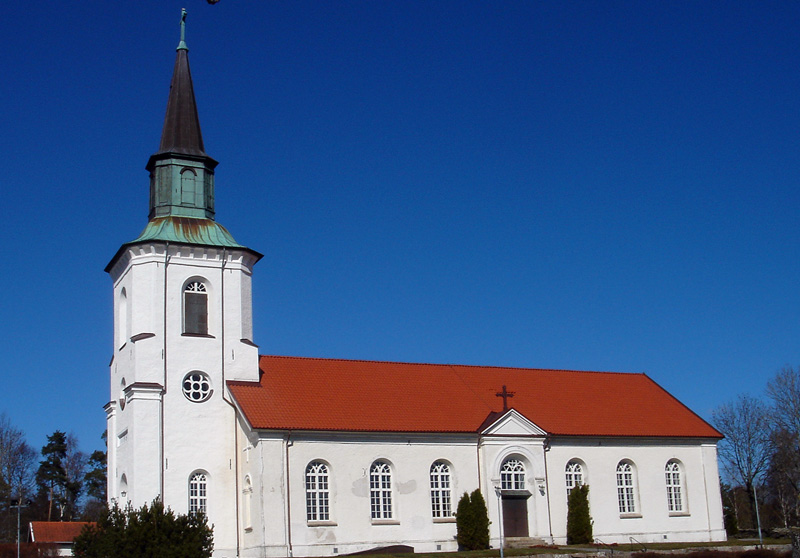
Lurs kyrka i kyrkbyn Lur i Tanums kommun i Göteborgs stift byggdes 1862–1868.
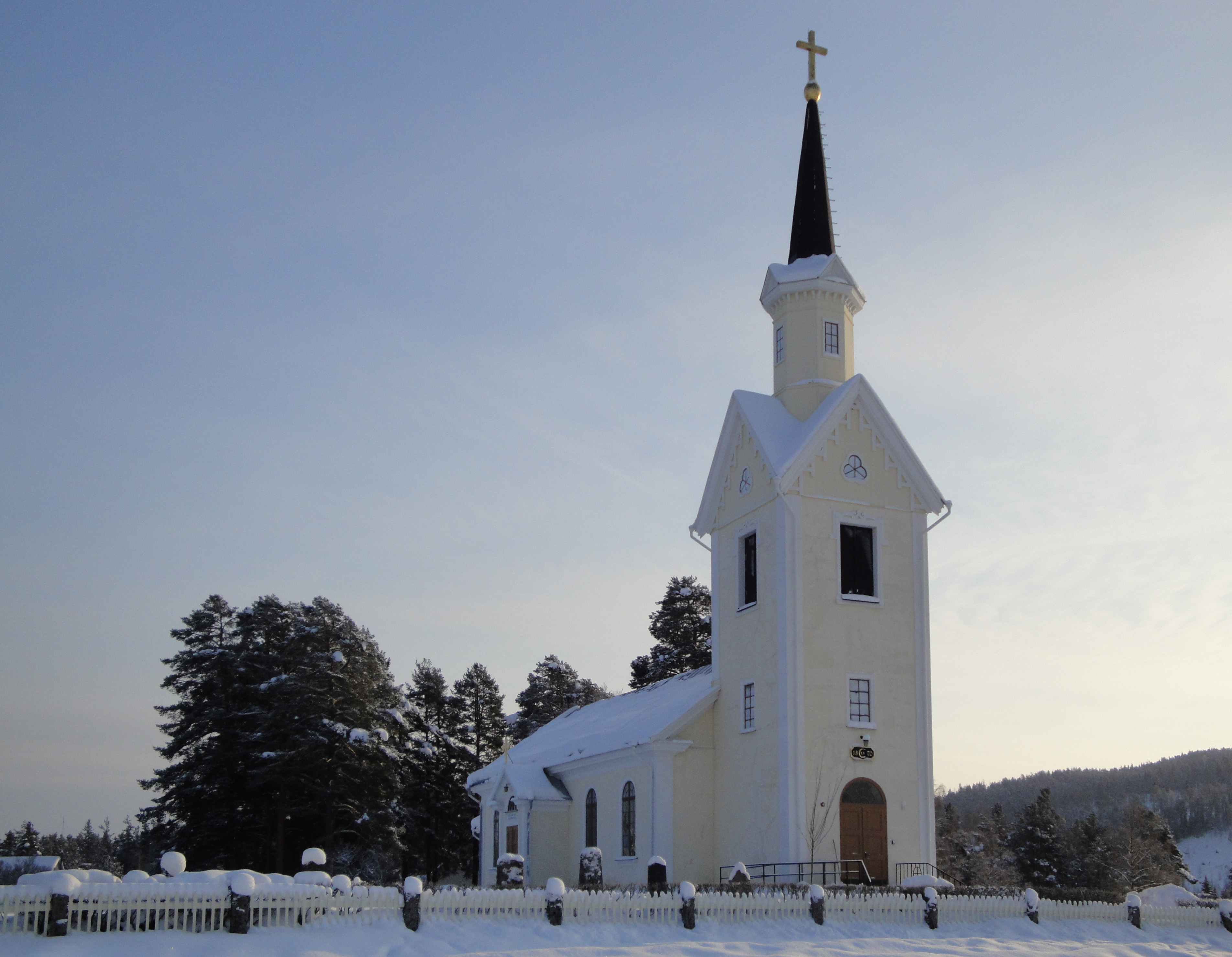
Kårböle kyrka i Kårböle, Ljusdals kommun i reveterat trä uppfördes 1869–1870.
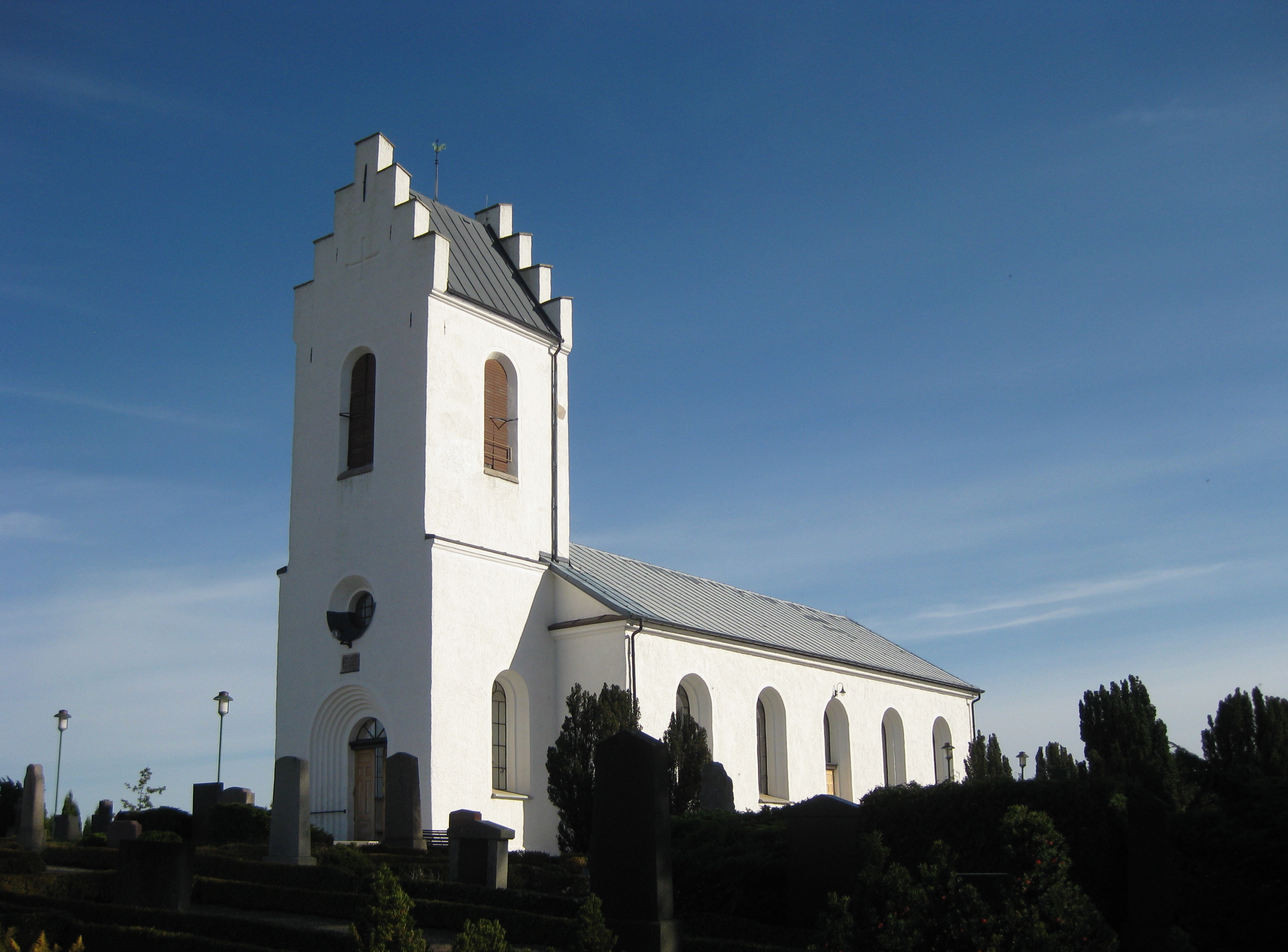
Dagstorps kyrka i Västra Karaby och Dagstorps församling i Lunds stift uppfördes 1861 på samma plats som den gamla medeltida kyrkan.